# Stellan Bengtsson
Stellan Bengtsson (født 26. juli 1952 i Slöinge) er en svensk bordtennisspiller. Han er blevet verdensmester 1971. I 1971 blev han også tildelt Svenska Dagbladets guldmedalje.